# Zofia Chylińska
Zofia Wiesława Chylińska, również jako Zofia z Chylińskich Leśmianowa (ur. 25 stycznia?/6 lutego 1885 w Łomży, zm. w 1964 w La Placie) – polska malarka, żona Bolesława Leśmiana.

## Życiorys
Jej rodzicami byli Włodzimierz Chyliński, lekarz, ordynator szpitala św. Ducha w Łomży i Paulina z domu Sawicka, pianistka. Miała trzy siostry: Marię Janinę (ur. 1881), Helenę Jadwigę (ur. 1882 lub 1883, zm. 11 września 1902) i Irenę Wiktorię Władysławę Józefę (ur. 15 września 1886). W 1898 roku, dzięki przejawianym zdolnościom i wstawiennictwu ojca, została uczennicą malarza, Wojciecha Gersona, u którego zdobyła warsztat typowego malarstwa akademickiego. W roku 1901 lub 1902 wyjechała do Paryża na studia artystyczne. W Paryżu uczęszczała na zajęcia do Akademii Juliana – prywatnej szkoły malarstwa, którą prowadził Rodolphe Julian. Szkoła reprezentowała akademizm. W Paryżu poznała inną studentkę malarstwa, Celinę Sunderland, kuzynkę Bolesława Leśmiana – swego przyszłego męża.
24 marca 1905 roku w Paryżu zawarła cywilny związek małżeński z Bolesławem Leśmianem. Ślub kościelny odbył się 29 czerwca 1905 roku. W 1905 roku urodziła się ich córka Maria Ludwika Emma („Lusia”). Pod koniec roku 1906 Leśmianowie powrócili do Polski, gdzie w 1908 roku urodziła się ich druga córka, Wanda Irena Zofia („Dunia”). W 1912 roku ponownie wyjechali do Paryża. Była muzą, inspiracją i adresatką debiutanckiego tomu poezji Sad rozstajny (1912) Leśmiana.
Od 1914 roku zamieszkała wraz z mężem w Warszawie, a od jesieni 1916 w Łodzi, gdzie Leśmian został kierownikiem literackim w Teatrze Polskim, a w 1917 ponownie przeprowadziła się do Warszawy. W 1918 roku wraz z mężem zamieszkała w Hrubieszowie, w którym Leśmian otrzymał posadę notariusza, a w 1922 roku do Zamościa, gdzie Leśmian był również notariuszem. W latach 1923–1929 rodzina dużo podróżowała po Europie, m.in. do Paryża, Alassio, Nicei, Monte Carlo, Karlovych Varów, Juan les Pins. Po krachu finansowym związanym z okradzeniem Leśmianów przez zastępcę notariusza w Zamościu najpierw zamieszkała w rodzinnej Łomży, a później w Warszawie. 
Po odkryciu romansu Leśmiana z Teodorą Lebenthal zdecydowała się na rozwód, jednak mężowi udało się ją przekonać, żeby tego nie robiła, i do końca jego życia tolerowała obecność kochanki. W 1937 roku owdowiała.
Po upadku powstania warszawskiego wraz z córką Lusią została uwięziona w niemieckim obozie koncentracyjnym Mauthausen.
Po zakończeniu II wojny światowej wyjechała do Wielkiej Brytanii, a następnie do Argentyny. Zajęła się spuścizną literacką męża, zabiegając o publikację. W 1956 roku w Londynie ukazały się Klechdy polskie.

## Twórczość
W obrazach malowanych przed I wojną światową widać inspiracje wczesnorenesansowymi dziełami włoskich mistrzów: Giotta, Lorenzettiego, Fra Angelico. Malowała oleje i akwarele. Akwarelowy tryptyk „Miłość” (wystawiony później jako „Śmierć” i „Miłość” albo „La Mort et L’Amour”) został wystawiony w 1913 roku w Paryżu na dorocznym Salonie Jesiennym. Zofia Leśmianowa prezentowała obrazy w Paryżu kilkakrotnie, a cykl akwarel został zakupiony przez angielskie Towarzystwo Miłośników Sztuki. Była artystką cenioną, a jej prace kupowano. Prace wystawiała również w warszawskiej Zachęcie (1917) zbierając pochlebne recenzje krytyki. Po zamieszkaniu w Argentynie zaczęła ponownie malować, m.in. pejzaże delty La Platy oraz okolic Tigre. Pozostał po niej ogromny zbiór pejzaży z ostatnich lat życia, malowanych przede wszystkim temperą.

## Upamiętnienie
W „Słowniku artystów polskich i obcych w Polsce działających” znajduje się jej biogram.